# Connecteur SMA
Pour les articles homonymes, voir SMA.

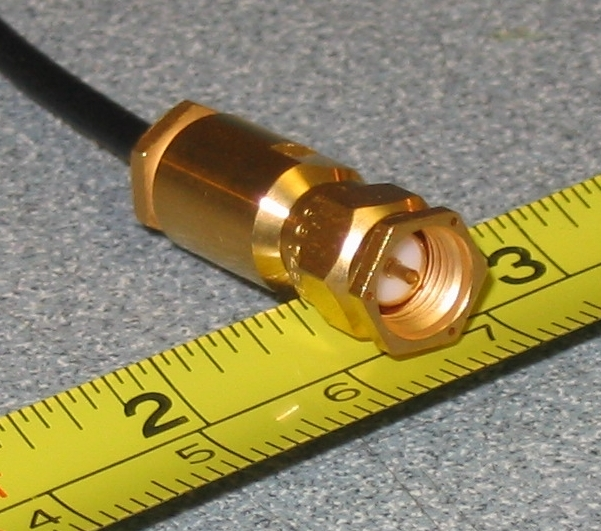
Connecteur SMA mâle : filetage intérieur et pin centrale

Un connecteur SMA (SubMiniature version A) est un type de connecteur coaxial développé dans les années 1960.
L'impédance caractéristique est proche de 50 ohms.

## RP-SMA

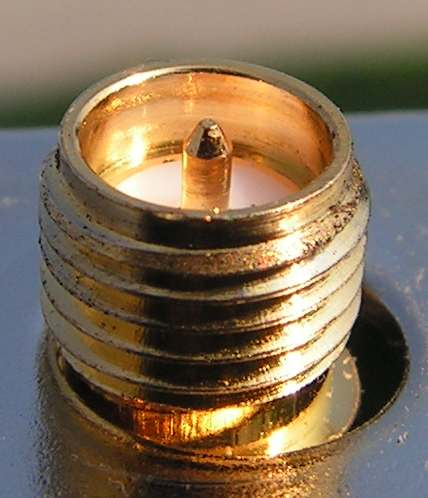
Connecteur RP-SMA : filetage extérieur et pin centrale.

Reverse polarity SMA (RP-SMA ou RSMA) est une variation de la spécification du connecteur SMA, qui renverse le sexe de l'interface (pin/réceptacle, le type de filetage demeurant identique pour un genre donné).
|                    | Pin centrale        | Réceptacle central |
| Filetage intérieur | SMA mâle            | RP-SMA mâle/plug   |
| Filetage extérieur | RP-SMA femelle/jack | SMA femelle        |

À titre d'exemple, un point d'accès Wi-Fi (AP) est souvent porteur d'un à trois connecteurs (pour antennes) de type RP-SMA femelle. Les antennes correspondantes (ou les câbles) étant dotés d'un connecteur RP-SMA mâle.